# En kluven värld
En kluven värld är en svensk kort naturfilm från 1948 i regi av Arne Sucksdorff. Den handlar om djurens hierarki en vinternatt i en svensk skog. Den är nio minuter lång och hör till Sucksdorffs mest uppmärksammade filmer.

## Handling
En hermelin äter en fågel i snön. En räv dyker upp och tar över bytet. En hare rör sig genom vinterlandskapet och blir tagen av en räv. En uggla anfaller räven och flyger iväg med den döda haren.

## Mottagande
Brittiska filminstitutet beskriver filmen: "En tio minuter lång studie av viltliv i en svensk skog; hermelin, räv, hare, och uggla, som förföljer och anfaller varandra, är fotograferade med utomordentlig livlighet och intimitet. Det är kanske den mest effektfulla av Sucksdorffs djurstudier, trots en abrupt inledning och avslutning."
Filmen nominerades till ett specialpris vid BAFTA-galan 1949.